# Eleições nos Estados Unidos em 2018
As eleições nos Estados Unidos em 2018 foram realizadas no dia 6 de novembro nos 50 estados, 3 territórios, e no Distrito de Colúmbia, o distrito federal. Estas eleições de meio de mandato aconteceram na metade do primeiro mandato do presidente republicano Donald Trump. Todos os 435 assentos na Câmara dos Representantes e 35 das 100 vagas no Senado estavam em jogo, além dos governos de 39 estados e territórios, bem como inúmeras outras eleições estaduais e locais.
As eleições resultaram na vitória do Partido Democrata na disputa pela Câmara dos Representantes, marcando a primeira vez em oito anos que os democratas formaram maioria na câmara baixa do parlamento norte-americano. O partido de oposição a Trump ganhou 41 assentos, chegando a 235 representantes, registrando seu melhor resultado desde as eleições de 1974, ocorrida em meio ao descontentamento da população em virtude do escândalo de Watergate.
No Senado, o Partido Republicano aumentou sua maioria, a primeira vez desde 2002 que o partido do presidente elegeu uma bancada maior no Senado em uma eleição de meio de mandato. Os republicanos derrotaram senadores democratas na Flórida, Dakota do Norte, Indiana e Missouri, enquanto os democratas conquistaram assentos em Nevada e Arizona.
Os democratas ainda alcançaram ganhos significativos nas eleições estaduais, retomando os governos de Kansas, Michigan, Maine, Wisconsin, Nevada, Novo México e Illinois. As eleições legislativas estaduais também resultaram em um ganho líquido de mais de 350 vagas para os democratas. De modo geral, as eleições de 2018 tiveram participação recorde, com pelo menos 101 milhões de votos sendo contabilizados na disputa pela Câmara dos Representantes – ante 78 milhões nas eleições de meio de mandato de 2014.

## Contexto e campanha

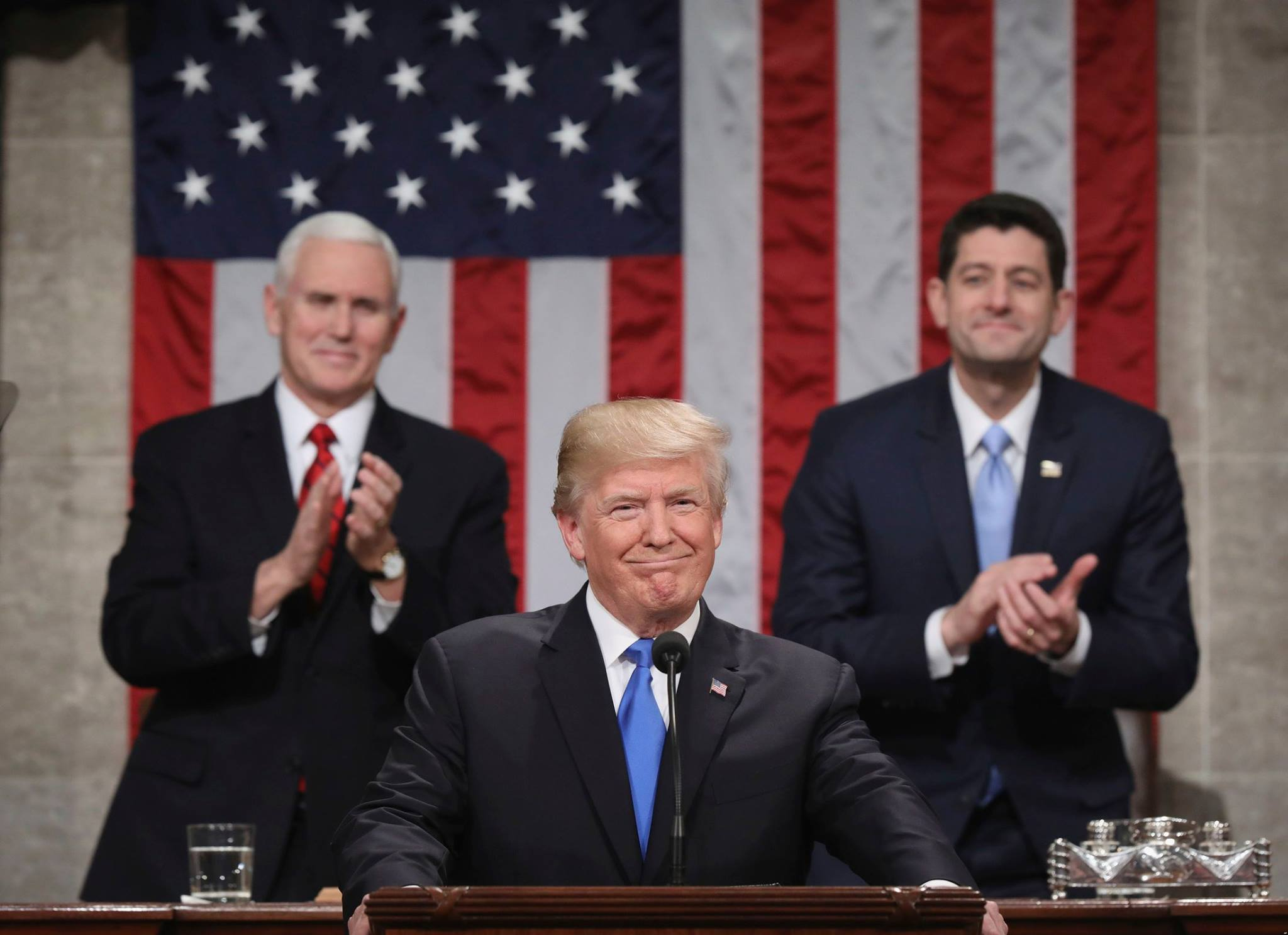
Em frente ao vice-presidente Mike Pence e ao presidente da Câmara dos Representantes Paul Ryan, o presidente Donald Trump durante o Discurso sobre o Estado da União, em janeiro de 2018.

As eleições de 2018 foram as primeiras desde a posse de Donald Trump como presidente, em janeiro de 2017, depois de derrotar Hillary Clinton na eleição presidencial de 2016, um resultado considerado "surpreendente" por muitos analistas. As eleições de meio de mandato, tradicionalmente desfavoráveis ao partido do presidente em exercício, ocorreram com a aprovação de Trump marcando cerca de 40%, contra mais de 50% de desaprovação. Como o Partido Republicano comandava o Poder Executivo e o Legislativo do governo federal desde 2017, as eleições de 2018 eram uma oportunidade para o Partido Democrata limitar a agenda do primeiro governo Trump e impor a sua própria.
As eleições de 2018 tiveram um leque mais vasto e um maior número de propagandas eleitorais em relação a eleições de meio de mandato anteriores. Quase metade de todas as propagandas dos democratas concentraram-se na saúde, em particular na defesa do Affordable Care Act, popularmente conhecido como Obamacare, e na manutenção das proteções para pessoas com doenças preexistentes. Quase um terço das propagandas dos republicanos se concentrava nos impostos, em particular no Tax Cuts and Jobs Act of 2017, uma legislação que diminuiu impostos. De acordo com um relatório da CNN, "até agora, nas eleições para a Câmara, Senado e governos estaduais deste ano, mais de US$ 124 milhões foram gastos em mais de 280 mil propagandas na TV relacionadas à imigração... isso é mais do que cinco vezes o valor gasto durante as eleições de meio de mandato de 2014, quando cerca de US$ 23 milhões foram gastos em menos de 44.000 propagandas."

### Estratégia republicana

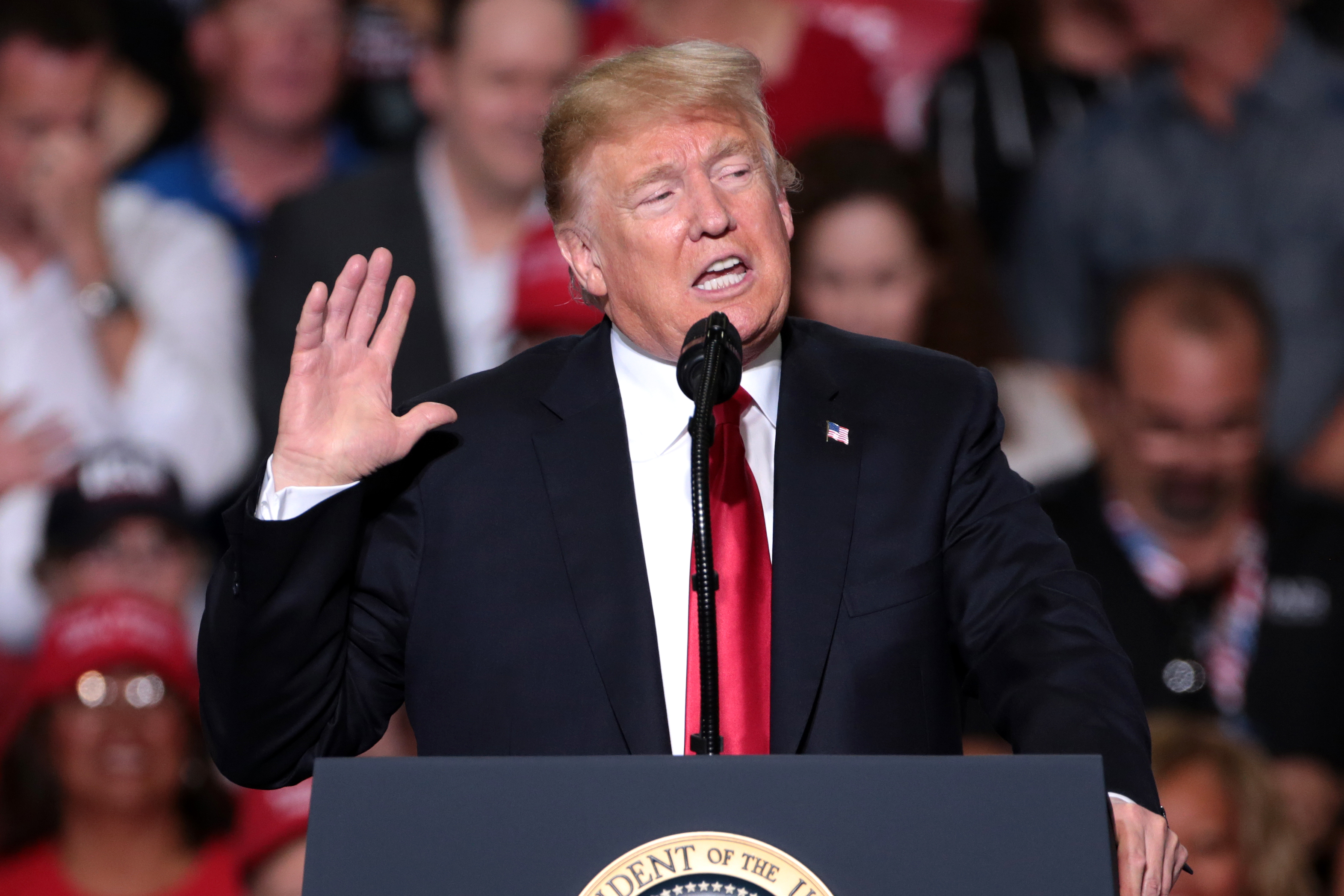
Trump discursando em evento de campanha no Arizona, em outubro de 2018.

Desde maio de 2018, Trump passou a enfatizar seu esforço para superar o padrão histórico que a oposição norte-americana tem de recuperar espaço no parlamento durante as eleições de meio de mandato, sendo "prioridade máxima para a Casa Branca manter a maioria republicana no Senado." À época, Trump já estava realizando eventos de campanha para sua própria candidatura à reeleição em 2020, anunciada no dia de sua posse. No decorrer da campanha em 2018, Trump focou nos bons resultados da economia, em sua proposta para construir um muro em toda a fronteira com o México, a defesa da guerra comercial com a China e os ataques à imprensa.
Em outubro de 2018, o The New York Times e o The Washington Post noticiaram que o foco principal das mensagens republicanas era infundir o medo em relação a imigração e a raça. O jornal canadense Toronto Star relatou que, quando as eleições de meio de mandato se aproximaram, Trump recorreu a "uma nevasca de medo e mentiras, muitas delas sobre estrangeiros de pele mais escura." Em outra estratégia republicana, candidatos do partido vulneráveis que votaram a favor do projeto rejeitado que teria revogado e substituído o Obamacare procuraram defender seus votos com o que a CNN descreveu como "falsidades e ofuscações." Vários desses candidatos republicanos afirmaram apoiar as disposições do Obamacare, como proteções para condições preexistentes, mesmo que tenham votado por esforços que as enfraqueceram ou as eliminaram.

### Estratégia democrata

O ex-presidente Barack Obama ao lado de Stacey Abrams, a candidata democrata ao governo da Geórgia, em novembro de 2018.

Após os resultados frustantes das eleições de 2016, os democratas usaram como estratégia para 2018 o foco na saúde e no governo de Donald Trump. Líderes democratas, como o ex-presidente Barack Obama, defenderam que uma vitória do partido representaria "mais responsabilidade a Washington" pois traria um equilíbrio aos poderes, ajudando a frear as políticas de Trump e os republicanos. O partido buscou mobilizar as mulheres, os jovens, os negros e os latinos, ambos grupos vistos como favoráveis aos democratas. Em 2018, 41% dos vencedores das primárias democratas em todo o país eram mulheres, um número historicamente alto; dos 435 candidatos indicados pelo partido para o Congresso, 197 eram mulheres.
Dado o cenário difícil para os democratas na disputa pelo Senado, o partido priorizou reconquistar a Câmara dos Representantes. Boa parte dos distritos mirados pelos democratas que estavam em poder dos republicanos estava localizada nos subúrbios, onde a aprovação de Trump permanecia baixa.

## Eleições federais

### Câmara dos Representantes

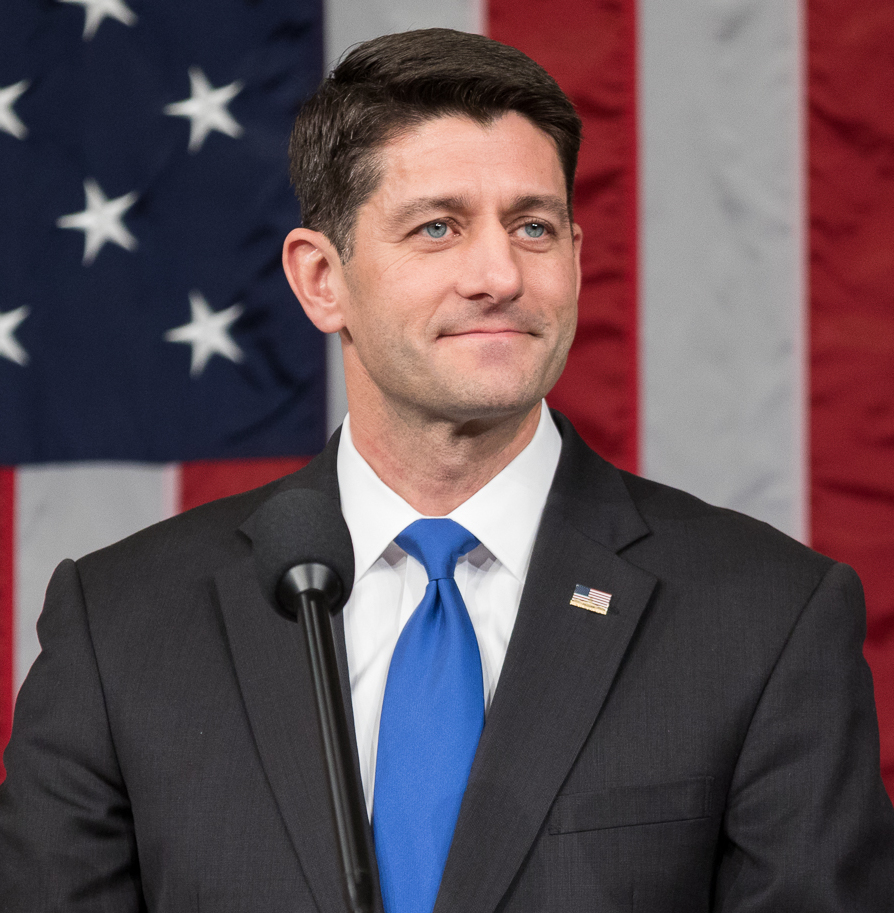
Speaker e representante desde 1999, Paul Ryan (na foto) decidiu não concorrer à reeleição em 2018.

Todos os mandatos dos ocupantes das 435 vagas com direito a voto na Câmara dos Representantes dos Estados Unidos foram renovados. Além disso, foram realizadas eleições para a escolha de delegados sem direito a voto para o Distrito de Colúmbia e os territórios norte-americanos, com exceção do comissário residente de Porto Rico, cujo mandato é de quatro anos.
O número de congressistas republicanos que decidiram não concorrer à reeleição ou até mesmo que renunciariam a seus assentos antes do término da sessão legislativa foi muito maior do que em qualquer ano desde 2006, quando os republicanos perderam o controle da Câmara. A maioria desses congressistas tinham perspectivas difíceis se fossem candidatos em 2018. Entre os democratas, o número de representantes que estavam deixando seus cargos seguia os padrões anteriores. O número desproporcional de aposentadorias republicanas pode ter prejudicado as perspectivas do partido, devido à perda da vantagem que os ocupantes dos cargos costumam ter.

### Senado

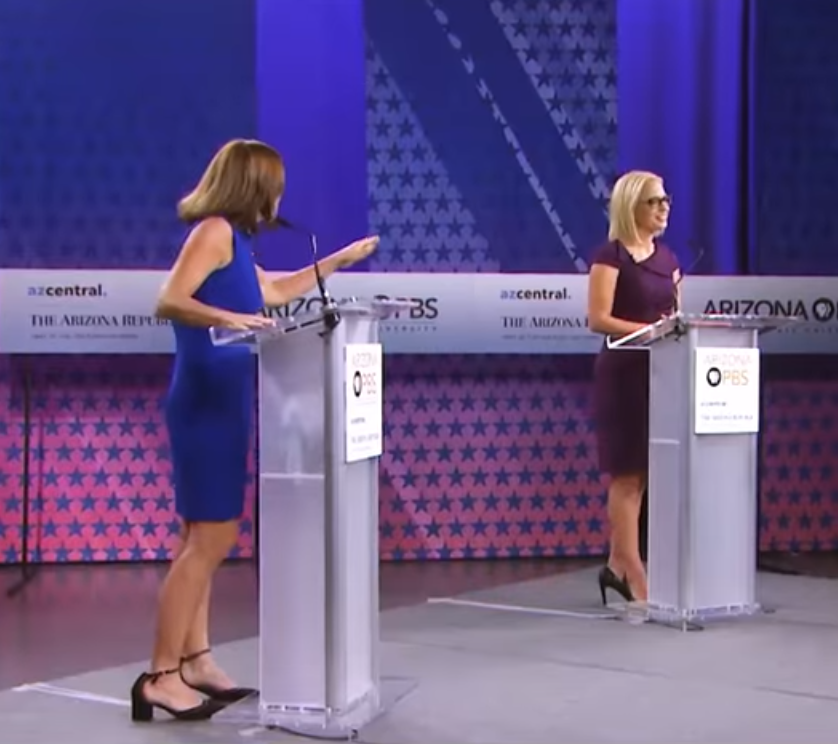
Martha McSally e Kyrsten Sinema durante debate da eleição para o Senado pelo Arizona.

Um terço das vagas (33) do Senado dos Estados Unidos foi disputada, além de duas em eleições especiais. Destas, 24 eram ocupadas por democratas, nove por republicanos (três dos quais decidiram não concorrer à reeleição) e dois independentes, que costumam integrar o caucus democrata. De acordo com o Five ThirtyEight, em 2018 os democratas enfrentaram o mapa para o Senado mais desfavorável que qualquer partido já enfrentou em qualquer eleição. Dos 24 senadores democratas candidatos à reeleição, dez eram de estados onde Trump ganhou em 2016, enquanto um era de um estado vencido por Hillary. Na Virgínia Ocidental, o senador democrata Joe Manchin concorreu à reeleição em um estado que Trump venceu por 68-26%, ao mesmo tempo que Heidi Heitkamp, democrata da Dakota do Norte, defendeu seu mandato em um estado que também deu a Trump mais de 60% dos votos.
Entre as disputas para o Senado, o presidenciável republicano em 2012 Mitt Romney concorreu em Utah, a senadora em exercício mais idosa (85 anos) Dianne Feinstein concorreu à reeleição na Califórnia e no Texas a eleição entre Beto O'Rourke e Ted Cruz fora excepcionalmente acirrada, em contraste com as outras eleições recentes no estado em que os republicanos venceram facilmente.

## Eleições estaduais
As eleições estaduais de 2018 terão impacto sobre o redistritamento que se seguirá ao Censo dos Estados Unidos de 2020, já que muitos estados exigem que os governadores e os legisladores estaduais estabeleçam os novos mapas para a Câmara dos Representantes e os legislativos estaduais.

### Governos

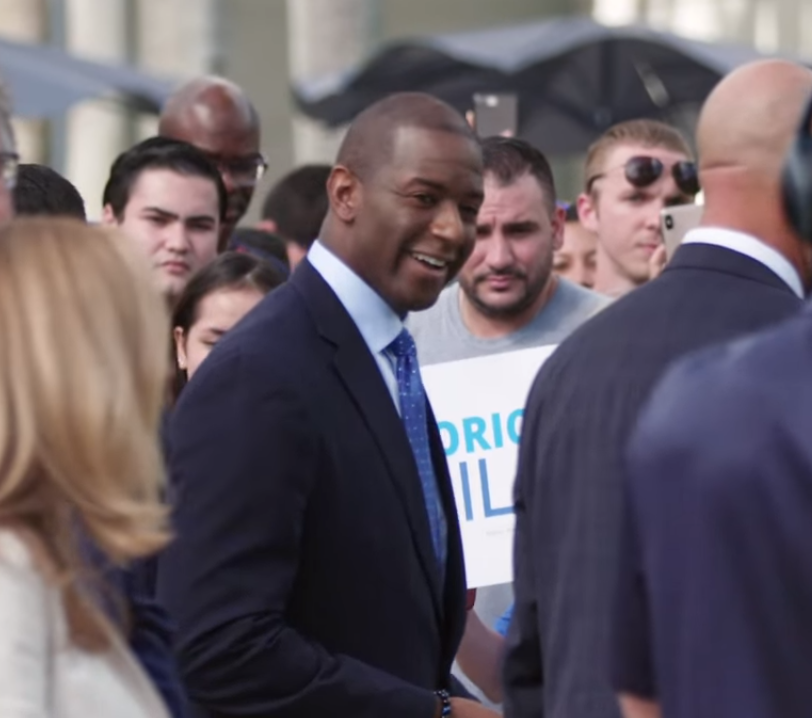
Andrew Gillum (na foto, ao centro) foi o candidato democrata ao governo da Flórida.

Foram realizadas eleições para os governos de 36 estados dos Estados Unidos e três territórios norte-americanos, bem como para prefeito do Distrito de Colúmbia. As constituições de muitos desses estados previam limites de mandato, impedindo que o ocupante do executivo permanecesse no cargo por vários anos. Dois governadores democratas não podiam concorrer à reeleição, enquanto seis eram elegíveis. Entre os republicanos, doze eram elegíveis e onze inelegíveis. Um governador independente era elegível.
As eleições aos governos estaduais consideradas mais disputadas, tanto pelos partidos quanto por analistas, ocorreram em Nevada, Geórgia, Kansas, Wisconsin, Ohio, Dakota do Sul, Iowa, Oregon, Flórida, Maine, Novo México, Connecticut e Alaska. Os democratas lideraram com relativa folga nos populosos estados da Califórnia, Illinois, Nova Iorque e Pensilvânia. Os governadores Scott Walker (Wisconsin) e Andrew Cuomo (Nova Iorque) concorreram a um terceiro mandato. Em Illinois, os candidatos democrata e republicano estabeleceram a eleição para um governo estadual mais cara da história dos EUA, com mais de U$$ 280 milhões sendo arrecadados — em parte pelos próprios candidatos, ambos milionários.

### Legislativos
Das 99 câmaras legislativas estaduais, 87 foram renovadas, representando 6.069 dos 7.383 assentos legislativos do país (82%). Em algumas câmaras legislativas, todos os mandatos foram renovados; algumas câmaras com mandatos escalonados realizaram eleições apenas para uma parte dos assentos do legislativo.

### Referendos
Foram votados 134 referendos em 34 estados. As votações incluíram muitas iniciativas sobre as reformas do redistritamento e direitos ao voto, maconha, saúde e impostos. Como resultados dos referendos, o Colorado e o Michigan estabeleceram comissões independentes de redistritamento, enquanto Nebraska, Utah e Idaho expandiram o acesso ao Medicaid. Na Flórida, os eleitores aprovaram a Emenda 4, que restaurou os direitos ao voto para alguns criminosos que cumpriram suas sentenças.

## Resultados

### Congresso
Câmara dos Representantes
Na Câmara dos Representantes, os democratas elegeram a maioria dos parlamentares pela primeira vez desde as eleições de 2010. O Partido Democrata ganhou pelo menos 30 distritos antes representados por republicanos. Os maiores ganhos para o partido ocorreram nos estados de Califórnia (+3), Nova Iorque (+3), Nova Jersey (+3), Pensilvânia (+3), Virgínia (+3), Flórida (+2), Illinois (+2), Iowa (+2) e Texas (+2).
| 235       | 200         |
| Democrata | Republicano |

| Partidos | Partidos    | Representantes | Representantes | Representantes | Representantes | Votos            | Votos | Votos   |
| Partidos | Partidos    | 2016           | 2018           | +/-            | %              | Votos            | %     | Mudança |
| -------- | ----------- | -------------- | -------------- | -------------- | -------------- | ---------------- | ----- | ------- |
|          | Democrata   | 194            | 235            | 41             | 54%            | 60.232.389       | 53,3% | +5,3%   |
|          | Republicano | 241            | 200            | 41             | 46%            | 50.751.268       | 44,9% | -4,2%   |
| Totals   | Totals      | 435            | 435            | 0              | 100%           | + de 112.932.502 | 100%  | -       |

Senado
Até dados de 11 de novembro de 2018, os republicanos mantiveram seus 51 assentos no Senado, derrotando senadores democratas na Indiana, na Dakota do Norte e em Missouri. Os democratas elegeram pelo menos 46 senadores, derrotando o senador republicano de Nevada. As eleições do Arizona e da Flórida permaneciam em aberto, enquanto a de Mississippi foi para o segundo turno.
| 53          | 45        | 2   |
| Republicano | Democrata | Ind |

| Partidos | Partidos    | Senadores | Senadores | Senadores | Senadores | Votos           | Votos | Votos   |
| Partidos | Partidos    | 2016      | 2018      | +/-       | %         | Votos           | %     | Mudança |
| -------- | ----------- | --------- | --------- | --------- | --------- | --------------- | ----- | ------- |
|          | Republicano | 51        | 53        | 53%       | 2         | 34.987.109      | 39,1% | -3,3%   |
|          | Democrata   | 47        | 45        | 45%       | 2         | 53.085.728      | 59,3% | +5,5%   |
| Totals   | Totals      | 100       | 100       | 0         | 100%      | + de 88.072.837 | 100%  | -       |

Os resultados por estado foram os seguintes:
| Estado          | Candidato                      | Votos               | %         |
| --------------- | ------------------------------ | ------------------- | --------- |
| Arizona         | Kyrsten Sinema Martha McSally  | 1.191.100 1.135.200 | 50,0 47,6 |
| Califórnia      | Dianne Feinstein Kevin de León | 6.019.422 5.093.942 | 54,2 45,8 |
| Connecticut     | Chris Murphy Matthew Corey     | 825.579 545.897     | 59,5 39,4 |
| Dakota do Norte | Kevin Cramer Heidi Heitkamp    | 179.720 144.376     | 55,5 44,5 |
| Delaware        | Tom Carper Robert Arlett       | 217.385 137.127     | 60,0 37,8 |
| Flórida         | Rick Scott Bill Nelson         | 4.099.505 4.089.472 | 50,1 49,9 |
| Havaí           | Mazie Hirono Ron Curtis        | 276.316 112.135     | 71,2 28,8 |
| Indiana         | Mike Braun Joe Donnelly        | 1.157.614 1.023.590 | 50,9 45,0 |
| Maine           | Angus King Eric Brakey         | 344.575 223.502     | 54,3 35,2 |
| Maryland        | Ben Cardin Tony Campbell       | 1.491.614 697.017   | 64,9 30,3 |
| Massachusetts   | Elizabeth Warren Geoff Diehl   | 1.633.371 979.210   | 60,4 36,2 |
| Michigan        | Debbie Stabenow John James     | 2.214.478 1.938.818 | 52,3 45,8 |

| Estado                 | Candidato                       | Votos               | %         |
| ---------------------- | ------------------------------- | ------------------- | --------- |
| Minnesota              | Amy Klobuchar Jim Newberger     | 1.566.181 940.437   | 60,3 36,2 |
| Minnessota (especial)  | Tina Smith Karin Housley        | 1.370.544 1.095.781 | 53,0 42,4 |
| Mississippi            | Roger Wicker David Baria        | 547.619 369.567     | 58,5 39,5 |
| Mississippi (especial) | Cindy Hyde-Smith Mike Espy      | 486.769 420.819     | 53,6 46,4 |
| Missouri               | Josh Hawley Claire McCaskill    | 1.254.927 1.112.935 | 51,4 45,6 |
| Montana                | Jon Tester Matthew Rosendale    | 253.876 235.963     | 50,3 46,8 |
| Nebraska               | Deb Fischer Jane Raybould       | 403.151 269.917     | 57,7 38,6 |
| Nevada                 | Jacky Rosen Dean Heller         | 490.071 441.202     | 50,4 45,4 |
| Nova Jersey            | Bob Menendez Bob Hugin          | 1.711.654 1.357.355 | 54,0 42,8 |
| Novo México            | Martin Heinrich Mick Rich       | 376.988 212.813     | 54,1 30,5 |
| Nova Iorque            | Kirsten Gillibrand Chele Farley | 4.056.931 1.998.220 | 67,0 33,0 |
| Ohio                   | Sherrod Brown Jim Renacci       | 2.355.924 2.053.963 | 53,4 46,6 |

| Estado             | Candidato                          | Votos               | %         |
| ------------------ | ---------------------------------- | ------------------- | --------- |
| Pensilvânia        | Bob Casey, Jr. Lou Barletta        | 2.792.437 2.134.848 | 55,7 42,6 |
| Rhode Island       | Sheldon Whitehouse Robert Flanders | 231.338 144.418     | 61,6 38,4 |
| Tennessee          | Marsha Blackburn Phil Bredesen     | 1.227.483 985.450   | 54,7 43,9 |
| Texas              | Ted Cruz Beto O'Rourke             | 4.260.553 4.045.632 | 50,9 48,3 |
| Utah               | Mitt Romney Jenny Wilson           | 665.215 328.541     | 62,6 30,9 |
| Vermont            | Bernie Sanders Lawrence Zupan      | 183.644 74.815      | 67,4 27,5 |
| Virgínia           | Tim Kaine Corey Stewart            | 1.910.370 1.374.313 | 57,1 41,1 |
| Virgínia Ocidental | Joe Manchin Patrick Morrisey       | 290.510 271.113     | 49,6 46,3 |
| Washington         | Maria Cantwell Susan Hutchison     | 1.803.364 1.282.804 | 58,4 41,6 |
| Wisconsin          | Tammy Baldwin Leah Vukmir          | 1.472.914 1.184.885 | 55,4 44,6 |
| Wyoming            | John Barrasso Gary Trauner         | 136.210 61.227      | 67,1 30,1 |

### Governos estaduais
Os democratas conseguiram um ganho de sete governos estaduais. Além dos candidatos do partido manterem o controle dos estados que já governavam, também tiraram do Partido Republicano os governos de Illinois, Michigan, Wisconsin, Nevada, Kansas, Maine e Novo México. O Alaska, governado por um independente, elegeu um republicano.
| 27          | 23        |
| Republicano | Democrata |

| Partidos | Partidos    | Governadores | Governadores | Governadores | Governadores | Votos           | Votos | Votos                       |
| Partidos | Partidos    | 2017         | 2018         | +/-          | %            | Votos           | %     | Mudança (em relação a 2014) |
| -------- | ----------- | ------------ | ------------ | ------------ | ------------ | --------------- | ----- | --------------------------- |
|          | Republicano | 33           | 27           | 6            | 50%          | 43.481.431      | 47,3% | -3,0%                       |
|          | Democrata   | 16           | 23           | 7            | 46%          | 46.301.691      | 50,4% | +4,2%                       |
| Totals   | Totals      | 50           | 50           | 0            | 100%         | + de 89.783.122 | 100%  | -                           |

Os resultados por estado foram os seguintes:
| Estado          | Candidato                         | Votos               | %         |
| --------------- | --------------------------------- | ------------------- | --------- |
| Alabama         | Kay Ivey Walt Maddox              | 1.022.457 694.495   | 59,6 40,4 |
| Alaska          | Mike J. Dunleavy Mark Begich      | 145.631 125.739     | 51,5 44,5 |
| Arizona         | Doug Ducey David Garcia           | 1.330.863 994.341   | 56,0 41,8 |
| Arkansas        | Asa Hutchinson Jared Henderson    | 582.406 283.218     | 65,3 31,8 |
| Califórnia      | Gavin Newsom John H. Cox          | 7.721.410 4.742.825 | 61,9 38,1 |
| Carolina do Sul | Henry McMaster James E. Smith Jr. | 921.342 784.182     | 54,0 46,0 |
| Colorado        | Jared Polis Walker Stapleton      | 1.348.888 1.080.801 | 53,4 42,8 |
| Connecticut     | Ned Lamont Bob Stefanowski        | 694.510 650.410     | 49,4 46,2 |
| Dakota do Sul   | Kristi Noem Billie Sutton         | 172.910 161.454     | 51,0 47,6 |
| Flórida         | Ron DeSantis Andrew Gillum        | 4.076.186 4.043.723 | 49,6 49,2 |
| Geórgia         | Brian Kemp Stacey Abrams          | 1.978.408 1.923.685 | 50,2 48,8 |
| Havaí           | David Ige Andria Tupola           | 244.934 131.719     | 62,7 33,7 |

| Estado         | Candidato                      | Votos               | %         |
| -------------- | ------------------------------ | ------------------- | --------- |
| Idaho          | Brad Little Paulette Jordan    | 361.661 231.081     | 59,8 38,2 |
| Illinois       | J. B. Pritzker Bruce Rauner    | 2.479.746 1.765.731 | 54,5 38,8 |
| Iowa           | Kim Reynolds Fred Hubbell      | 667.275 630.986     | 50,3 47,5 |
| Kansas         | Laura Kelly Kris Kobach        | 506.727 453.645     | 48,0 43,0 |
| Maine          | Janet Mills Shawn Moody        | 318.865 272.152     | 50,5 43,1 |
| Maryland       | Larry Hogan Ben Jealous        | 1.275.644 1.002.639 | 55,4 43,5 |
| Massachusetts  | Charlie Baker Jay Gonzalez     | 1.781.341 885.770   | 66,8 33,2 |
| Michigan       | Gretchen Whitmer Bill Schuette | 2.266.193 1.859.534 | 53,3 43,7 |
| Minnesota      | Tim Walz Jeff Johnson          | 1.393.151 1.097.678 | 53,9 42,4 |
| Nebraska       | Pete Ricketts Bob Krist        | 411.812 286.169     | 59,0 41,0 |
| Nevada         | Steve Sisolak Adam Laxalt      | 480.007 440.320     | 49,4 45,3 |
| Nova Hampshire | Chris Sununu Molly Kelly       | 302.157 262.329     | 52,8 45,8 |

| Estado       | Candidato                      | Votos               | %         |
| ------------ | ------------------------------ | ------------------- | --------- |
| Novo México  | Michelle Grisham Steve Pearce  | 398.368 298.091     | 57,2 42,8 |
| Nova Iorque  | Andrew Cuomo Marcus Molinaro   | 3.635.340 2.208.602 | 59,6 36,2 |
| Ohio         | Mike DeWine Richard Cordray    | 2.231.917 2.067.847 | 50,4 46,7 |
| Oklahoma     | Kevin Stitt Drew Edmondson     | 644.579 500.973     | 54,3 42,2 |
| Oregon       | Kate Brown Knute Buehler       | 934.498 814.988     | 50,1 43,7 |
| Pensilvânia  | Tom Wolf Scott Wagner          | 2.895.662 2.039.899 | 57,8 40,7 |
| Rhode Island | Gina Raimondo Allan Fung       | 198.122 139.932     | 52,8 37,3 |
| Tennessee    | Bill Lee Karl Dean             | 1.335.106 864.863   | 59,6 38,6 |
| Texas        | Greg Abbott Lupe Valdez        | 4.656.156 3.546.590 | 55,8 42,5 |
| Vermont      | Phil Scott Christine Hallquist | 151.149 110.341     | 55,2 40,2 |
| Wisconsin    | Tony Evers Scott Walker        | 1.324.307 1.295.080 | 49,6 48,5 |
| Wyoming      | Mark Gordon Mary Throne        | 136.412 55.965      | 67,5 27,7 |

Os resultados por territórios e o distrito federal foram os seguintes:
| Território           | Candidato                     | Votos          | %         |
| -------------------- | ----------------------------- | -------------- | --------- |
| Guam                 | Lou Leon Guerrero Ray Tenorio | 18.081 9.419   | 50,7 26,4 |
| Distrito de Colúmbia | Muriel Bowser Ann Wilcox      | 162.199 19.979 | 79,5 9,8  |

### Legislativos estaduais

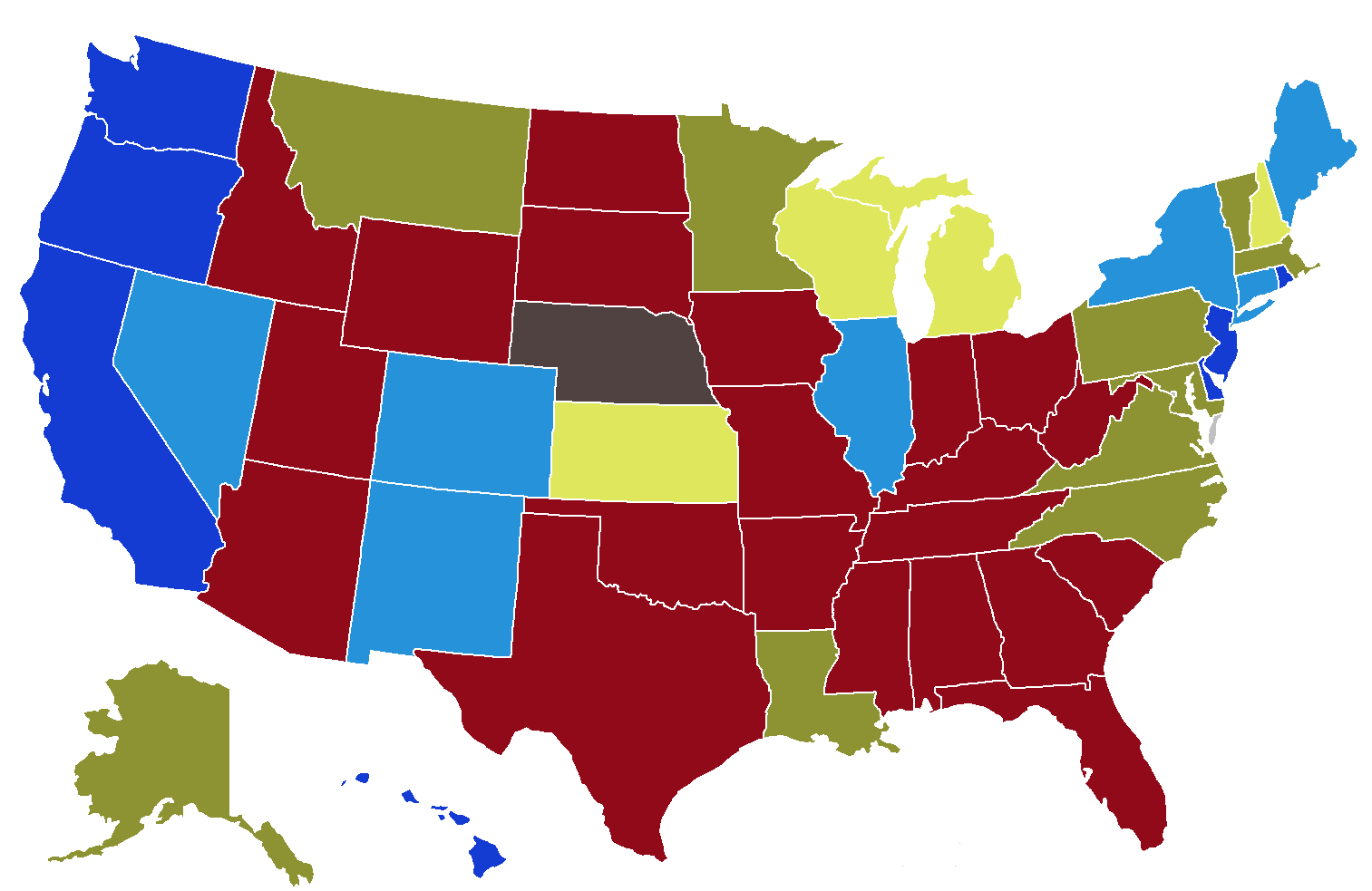
Resultados por estado das eleições de 2018:
Democratas mantiveram o governo e o legislativo;
Democratas retomaram o governo e o legislativo;
Republicanos mantiveram o governo e o legislativo;
Republicanos retomaram o governo e o legislativo;
Governo dividido mantido;
Governo dividido estabelecido.

Os democratas conquistaram pelo menos 350 vagas em legislativos estaduais. Cinco câmaras—o Senado do Colorado, a Câmara dos Representantes de Nova Hampshire, o Senado de Nova Hampshire, a Câmara do Minnesota, o Senado do Maine e o Senado do Estado de Nova Iorque—mudaram do controle republicano para o democrata. O Senado de Connecticut deixou de ser dividido para ter uma maioria democrata. Os republicanos ganharam o controle na Câmara dos Representantes do Alaska.
Os democratas ganharam "trifetas", nome dado quando o governador e a maioria legislativa são filiados a um mesmo partido, no Colorado, Illinois, Connecticut, Maine, Novo México, Nova Iorque e Nevada. Os republicanos perderam as trifetas em Kansas, Michigan, Wisconsin e Nova Hampshire, mas ganharam uma no Alaska. Após as eleições de 2018, os republicanos totalizaram 21 trifetas e os democratas 14 trifetas, enquanto 13 estados tinham governos divididos.
Apenas um estado, Minnesota, tinha uma legislatura com controle dividido entre os partidos (os republicanos mantinham o controle do Senado estadual, enquanto a Câmara era controlada pelos democratas), sendo a primeira vez em 104 anos que apenas um único estado tinha uma legislatura dividida. Na Carolina do Norte, os democratas retiraram dos republicanos suas supermaiorias que lhes permitia derrubar vetos feitos pelo governador democrata Roy Cooper. No Oregon, os democratas alcançaram supermaiorias na Câmara e no Senado.

### Participação
O professor Michael McDonald, da Universidade da Flórida, relatou uma participação mínima de pelo menos 48,9% dos eleitores aptos, ultrapassando os 48,7% das eleições de meio de mandato de 1966 e estabelecendo a maior participação popular para uma eleição de meio de mandato desde 1914, cuja participação foi de 50,4%. As eleições de meio de mandato de 2018 também foram as primeiras em que mais de 100 milhões de eleitores votaram. Em contraste, as últimas eleições de meio de mandato, em 2014, 36,4% dos eleitores votaram, um número historicamente baixo. Em alguns estados, a participação em 2018 foi atipicamente alta, como no Texas, onde 8,3 milhões de eleitores aptos votaram (53%), ante os 8,9 milhões na eleição presidencial em 2016 (59%) e 4,6 milhões em 2014 (33%). Pelo menos 60% dos eleitores aptos votaram em Colorado, Montana, Minnesota, Oregon e Wisconsin. Os estados com menor participação foram Luisiana (35,9%), Havaí (38,4%), Utah (40,3%), Nova Iorque (40,9%) e Arkansas (41,0%).

### Recontagens
Em 10 de novembro, o secretário de Estado da Flórida determinou uma recontagem para as eleições ao Senado, ao governo e a comissário de Agricultura, uma vez que em ambas as eleições os resultados extraoficiais indicavam diferenças muito próximas entre o primeiro e o segundo colocados. Devido à recontagem, o candidato democrata a governador Andrew Gillum retirou seu reconhecimento da vitória do candidato republicano Ron DeSantis. Em 9 de novembro, o candidato republicano ao Senado, o governador Rick Scott, ingressou com duas ações contra as autoridades eleitorais nos condados de Broward e Palm Beach, alegando que as autoridades estavam escondendo informações críticas sobre o número de votos expressos e contados. Embora o Departamento de Aplicação da Lei da Flórida tenha anunciado que "nenhuma evidência de atividade criminal" fora notada em Broward, uma juíza estadual determinou que os republicanos tivessem acesso "imediato" às informações solicitadas. Ao fim da recontagem dos votos, ambos os candidatos do Partido Republicano foram declarados vencedores das eleições para governador da Flórida e senador pela Flórida. Scott tomou o assento do senador Bill Nelson, sendo uma dos 4 ganhos republicanos no Senado.
Na Geórgia, um juiz ordenou uma medida cautelar temporária sobre os resultados do condado de Dougherty em 9 de novembro, já que algumas das 14.000 cédulas de votos solicitadas foram reencaminhadas por Tallahassee devido ao furacão Michael. Consequentemente, o condado não pôde certificar seus resultados prontamente uma vez que nem todas as cédulas haviam sido contadas. Antes da votação houve alegações de tentativas de impedir eleitores de votar, especialmente de minorias étnicas, bem como uma preocupação pelo fato do candidato a governador, Brian Kemp, não ter renunciado ao seu cargo de secretário de Estado, responsável por supervisionar a eleição. Em 8 de novembro, após declarar ter vencido a eleição, Kemp renunciou ao cargo alegando que focaria no processo de transição. A candidata democrata Stacey Abrams recusou-se a reconhecer a derrota até que todos os votos fossem contados. Segundo resultados extraoficiais de 11 de novembro, a diferença de Kemp para Abrams havia caído para 1,50%, com Kemp tendo 50,28% e Abrams 48,78%. Se nenhum candidato atingir 50% dos votos válidos, um segundo turno será realizado em 4 de dezembro. No dia 16 de novembro, Stacey Abrams reconheceu publicamente que não teria votos suficientes para vencer a eleição. Ela encerrou sua campanha e reconheceu a vitória do republicano Brian Kemp.

## Pioneirismos
O Center for Responsive Politics projetou que um total de mais de US$ 5,2 bilhões foi gasto durante as eleições de 2018, sendo projetado como a eleição mais cara da história dos Estados Unidos, superando o recorde anterior de US$ 4,4 bilhões em 2016.
Em 3 de novembro, foi noticiado que o número de votos antecipados chegou a 31,5 milhões, superando o recorde de 2014; dias depois foi relatado que 40 milhões de eleitores votaram antecipadamente. Em alguns estados, como Texas e Nevada, mais pessoas votaram antecipadamente do que o total de votos registrado em 2014.
As eleições de 2018 também registraram vários pioneirismos. Sharice Davids (D-KS) e Debra Haaland (D-NM) foram as primeiras mulheres nativas americanas a serem eleitas para o Congresso. Rashida Tlaib (D-MI) e Ilhan Omar (D-MN) foram eleitas as primeiras representantes muçulmanas e Jared Polis foi eleito o primeiro governador abertamente gay. Além disso, Alexandria Ocasio-Cortez (D-NY) tornou-se a mulher mais jovem já eleita para o Congresso.